# Clase 805 de British Rail
La Clase 805 de British Rail (AT300) es un tipo de unidad eléctrica múltiple que está construyendo Hitachi Rail para el operador de trenes Avanti West Coast. Basado en el diseño del Hitachi A-train, se producirán un total de 13 unidades de cinco vagones para reemplazar las Clase 221 en los servicios entre London Euston y las estaciones de las líneas del North Wales y Shrewsbury. Su introducción permitirá eliminar el funcionamiento del diésel de larga distancia en las rutas electrificadas.

## Historia
En diciembre de 2019, Avanti West Coast realizó un pedido de 13 unidades bimodo de cinco automóviles que reemplazarán a los Clase 221, junto con 10 unidades eléctricas Clase 807 como parte de un contrato de £350 millones con Hitachi Rail. Originalmente, todos estaban programados para estar en servicio en 2023. Los trenes están financiados por Rock Rail West Coast, una empresa conjunta entre Rock Rail y Standard Life Aberdeen. Los trenes serán mantenidos por un equipo conjunto de personal de Alstom e Hitachi, junto con los Clase 807, en el depósito de Oxley cerca de Wolverhampton.
Las instalaciones prometidas para los pasajeros incluyen Wi-Fi gratuito, carga inductiva inalámbrica en el asiento para dispositivos electrónicos, enchufes de 230 V y enchufes USB, una oferta de catering y un sistema de información al pasajero en tiempo real que puede asesorar sobre los servicios ferroviarios de conexión.
En junio de 2022, las pruebas estáticas comenzaron en Newton Aycliffe y las pruebas dinámicas siguieron en noviembre. Las pruebas de la línea principal comenzaron en febrero de 2023, y la introducción en servicio se planeó originalmente para más adelante en 2023, antes de retroceder al verano de 2024.

## Detalles de la flota
| Clase | Operador          | Cantidad | Año de construcción | Autos por unidad | Números de unidad |
| ----- | ----------------- | -------- | ------------------- | ---------------- | ----------------- |
| 805   | Avanti West Coast | 13       | 2021-presente       | 5                | 805001-805013     |